# Sea Bee
Sea Bee (Zn. tradycyjne: 海蜂 lub 海峰) – klub piłkarski z Hongkongu.

## Historia
Sea Bee został założony w Hongkongu w XX wieku i występował w Hong Kong First Division League. Potem zmienił nazwę na Ernest Borel. W 1993 roku klub został przemianowany na Voicelink. 
W sezonie 1993/94 zespół zakończył na 8. miejscu w First Division i został zdyskwalifikowany. A potem ze względu na problemy finansowe został rozwiązany.

## Sukcesy

### Trofea międzynarodowe
Nie uczestniczył w rozgrywkach AFC.

### Trofea krajowe
| \| \| Zdobyte trofea w rozgrywkach Hongkongu (stan na: 31-05-2014) \| |                                                              |      |                           |
| Rozgrywki                                                             | Osiągnięcie                                                  | Razy | Sezon(y)                  |
| Mistrzostwo                                                           | I miejsce                                                    | 0    |                           |
| Mistrzostwo                                                           | II miejsce                                                   | 0    |                           |
| Mistrzostwo                                                           | III miejsce                                                  | 0    |                           |
| Puchar                                                                | zdobywca                                                     | 1    | 1991/92                   |
| Puchar                                                                | finalista                                                    | 3    | 1980/81, 1981/82, 1992/93 |
| II liga                                                               | I miejsce                                                    | 0    |                           |
| II liga                                                               | II miejsce                                                   | 0    |                           |
| II liga                                                               | III miejsce                                                  | 0    |                           |
| Hongkong                                                              | Zdobyte trofea w rozgrywkach Hongkongu (stan na: 31-05-2014) |      |                           |

- Viceroy Cup
  - zdobywca:  1991/92